# کاکتوس‌های رنگین
ربوتیا(نام علمی: Rebutia) نام یک سرده از تیره کاکتوس است.